# Подушка

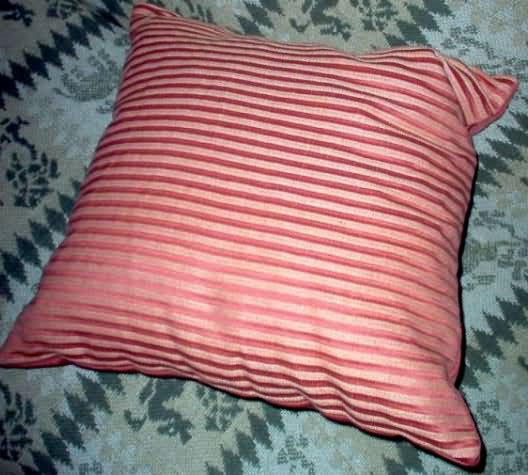
Декоративна подушка для голови

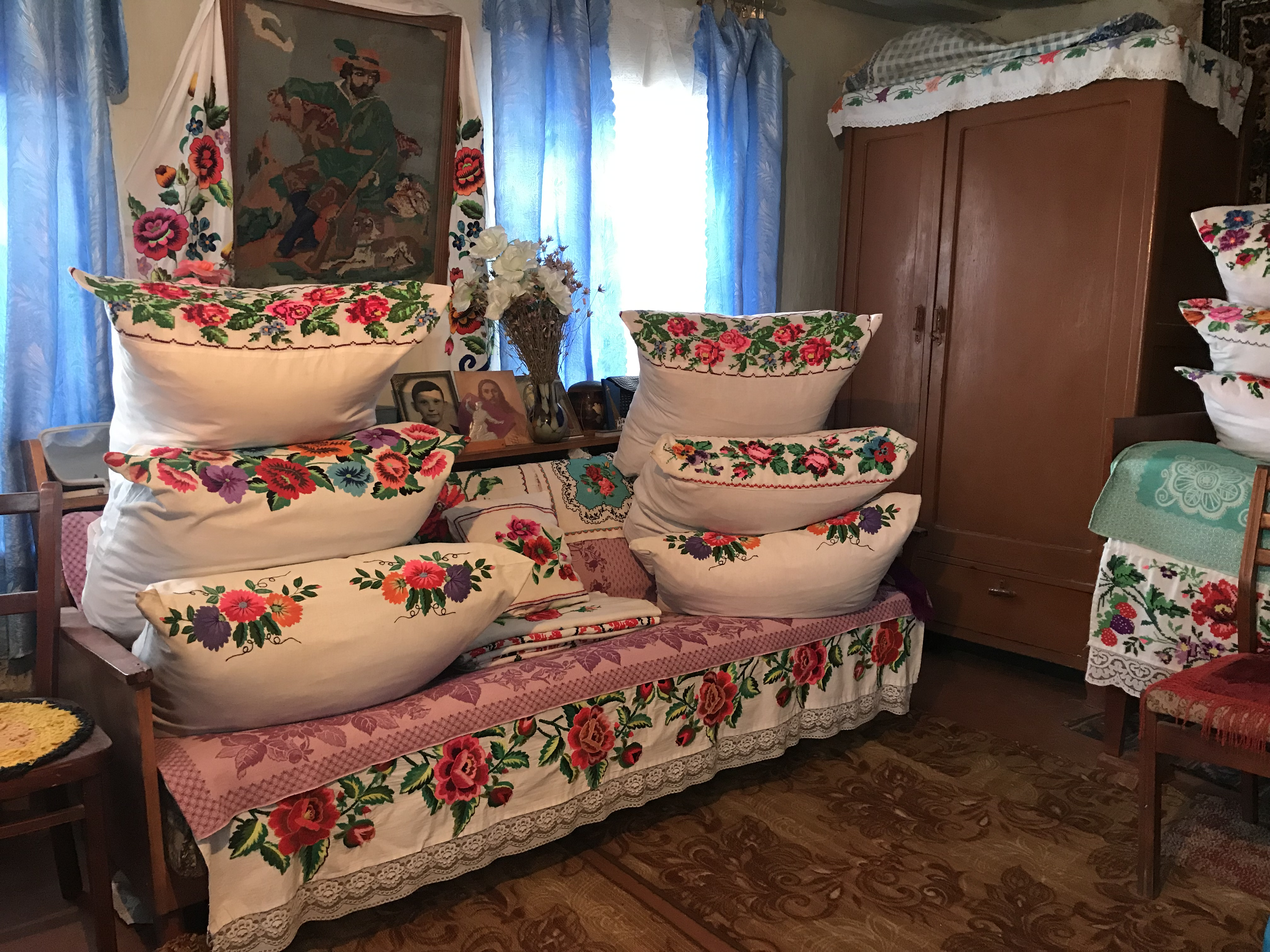
Українські вишивані подушки

Поду́шка — постільна річ у вигляді зшитого з усіх боків мішка, наповненого пухом, пір'ям, поролоном, синтепоном чи будь-яким іншим м'яким матеріалом. Класична подушка є опорою для голови людини, рідше її підкладають під спину, відомі також спеціальні декоративні подушки та подушки для ніг, які зазвичай використовують під час молитви.

## Етимологія
Українське «подушка» походить від прасл. *podušьkа (*ро-dušьkа), утвореного від приставки *ро + *duxati («дихати», «дути»), і пов'язаного з ідеєю надування, «надихання» (буквально — «подута», «надута»). Тлумачення слова як похідного від слів под («під») + ушко («вушко») є прикладом народної етимології.

## Історія

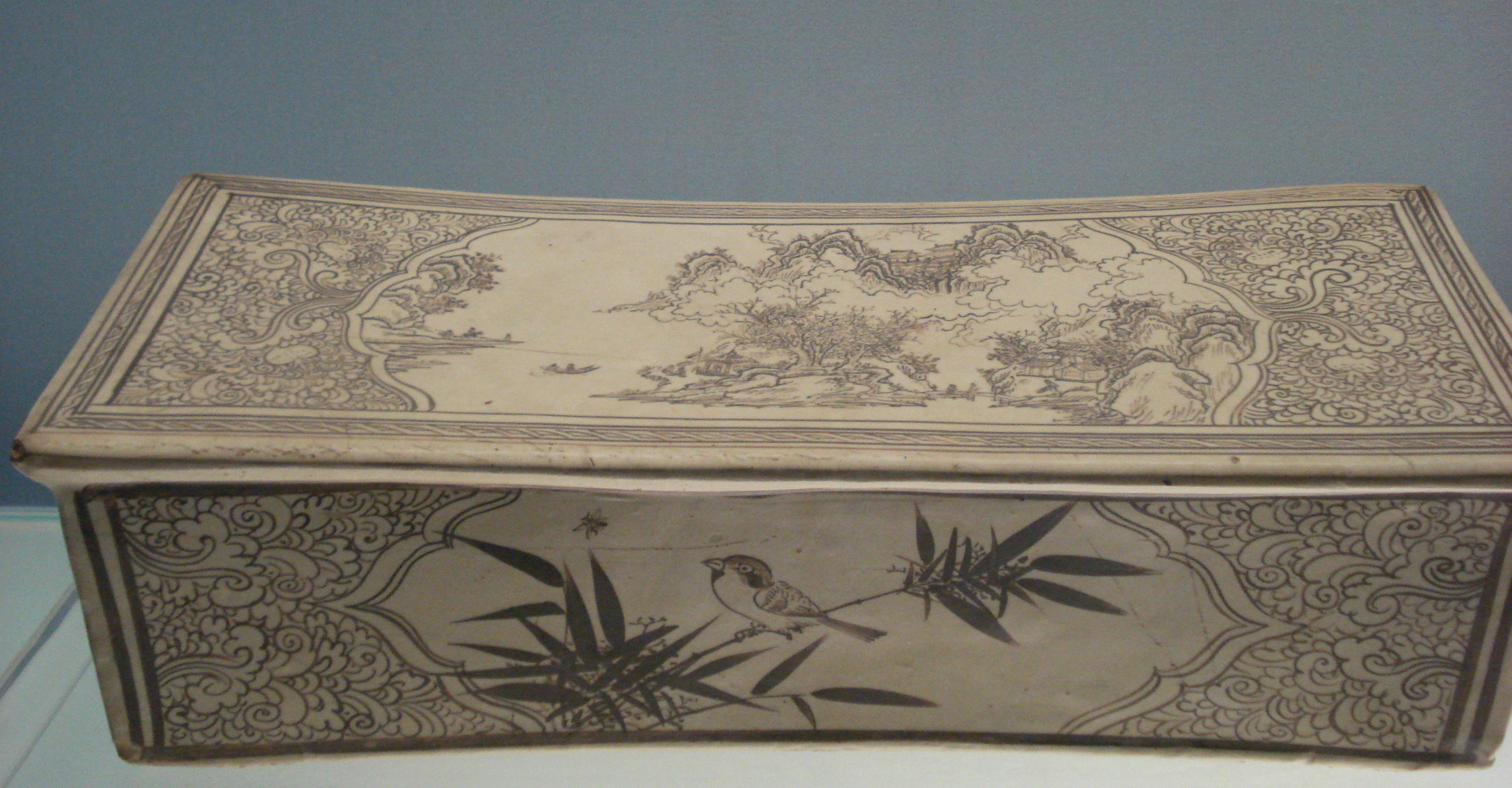
Порцелянова китайська подушка

Спочатку подушки використовувались переважно багатіями, їх було знайдено у гробницях стародавніх єгиптян. Оскільки техніки розфарбування та вишивання були вельми складними, вважається, що подушки були скоріш формою мистецтва, аніж атрибутом зручності чи комфорту. Декоративні подушки були цінним товаром споживання у Китаї, пізніше — у Середньовічній Європі. Промислова революція дала початок масовому виробництву декоративного текстилю та подушок. Традиційні китайські подушки є зазвичай не набитими мішками, а важкими скринями, виготовленими з дерева, металу, каміння або порцеляни.

## Конструкція
Звичайна в Україні конструкція подушки — напірник з наповнювачем, укритий зверху наволочкою.
- Напі́рник або на́сипка[4][5] — мішок щільної тканини, куди насипають наповнювач для подушки
- Напо́внювач — пір'я, вовна, солома, вата, а також різноманітні синтетичні матеріали
- На́волочка (розм. «на́волока»)[6][7] або по́шивка[8] — чохол з тканини, який надягають на подушку. Використовування наволочки полегшує догляд за подушкою: змінний чохол легко випрати та висушити.

## Наповнювачі й технології виготовлення

### Натуральна сировина
Найпростішим матеріалом для виготовлення подушок є сіно або солома, але ці матеріали досить сильно програють іншим альтернативам за своїми властивостями, тому практично не використовуються в наш час.
Традиційні наповнювачі — це пух, пір'я, вовна та бавовна

### Синтетична сировина

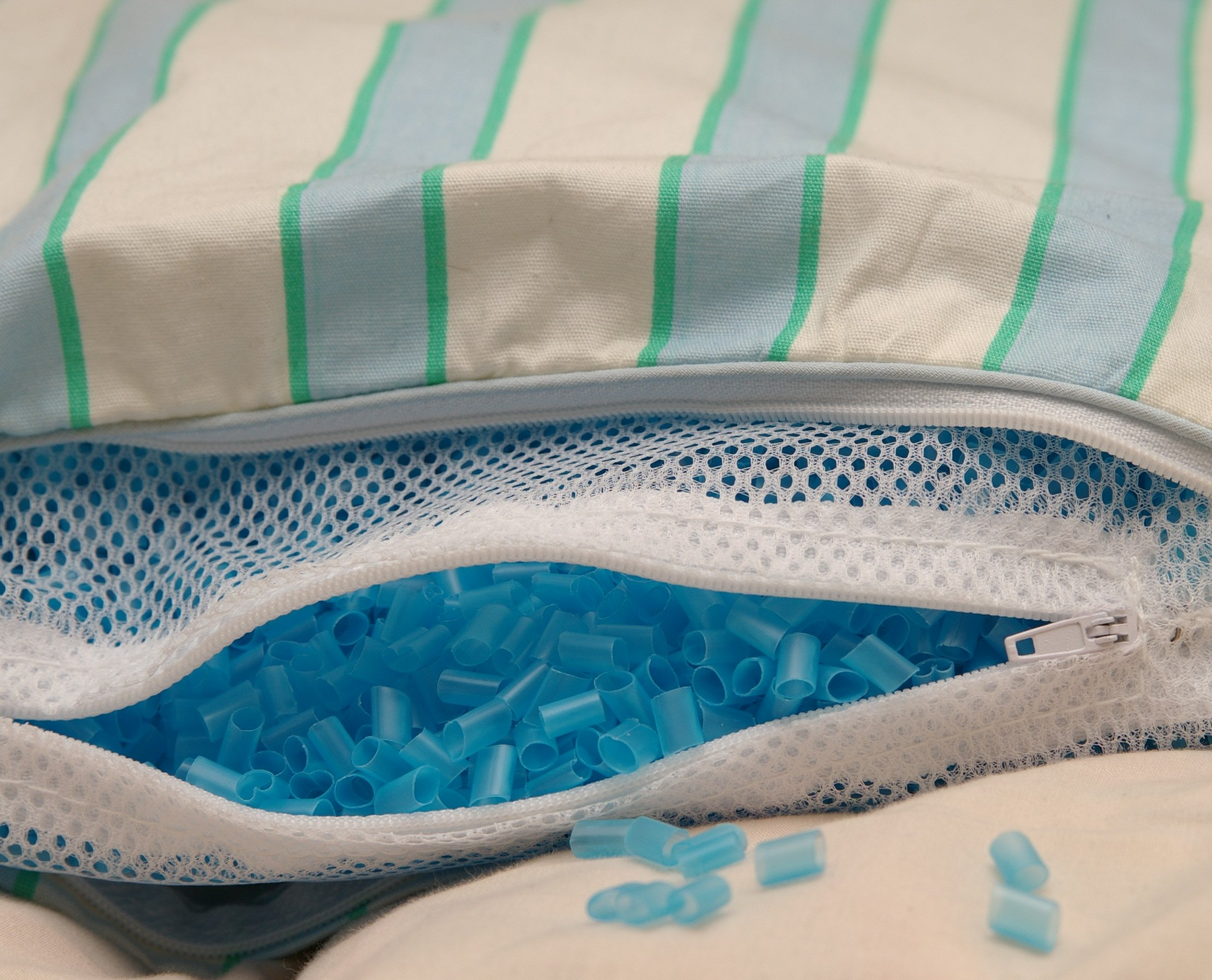
Японська подушка, наповнена пластиковими трубочками в сітчастому мішку.

Існує кілька видів синтетичного наповнювача для подушок.
Відносно дешевими та технологічно простими є подушки, що наповнені синтепоном. Такі подушки не спричиняють алергічні реакції у людей з алергією на натуральне перо, менше пахнуть, в них не заводяться кліщі. Термін експлуатації таких подушок становить 7-10 років. Їх можна прати в автоматичній пральній машині.
Найпопулярнішим синтетичним наповнювачем є комфорель — маленькі кульки з м'якого пухнастого синтетичного волокна. Така подушка має переваги синтепонових подушок, окрім того, вона відмінно зберігає форму.
Моднішими є наповнювачі подушок із натурального латексу, що виготовляються зі спіненого каучуку. Цей матеріал в основному застосовують для ортопедичних подушок. Латекс вельми пружний, і добре підтримує голову та шию людини. Така подушка ніби підлаштовується під форму тіла, і коли людина підіймає з неї голову — вона поступово повертається у свою початкову форму.

## Розміри та форма
Подушки зроблені таким чином, щоб забезпечити підтримку та комфорт для тіла людини. Існує три основних види подушок: для ліжка, ортопедичні та декоративні.

### Для ліжка
Подушки для ліжка зазвичай мають прямокутну форму. Вони часто мають змінну пошивку, що полегшує їх прання, допомагає підтримувати свіжість ліжка. Окрім великих подушок, використовують і маленькі (у деяких регіонах відомі як «я́сики»). Під подушку для надання їй вищого положення можуть класти підголів'я (підголов'я, підголовок, підголо́вач) — невеличку низеньку скриньку, підставку або інший предмет.
Подушки для тіла мають десь такі ж розміри як у тіла дорослої людини, вони забезпечують комфорт як для голови та шиї, так і для колін та ніг донизу. Такий тип подушок може бути особливо корисними для тих, хто полюбляє спати на боці, а також для вагітних жінок.

### Ортопедичні

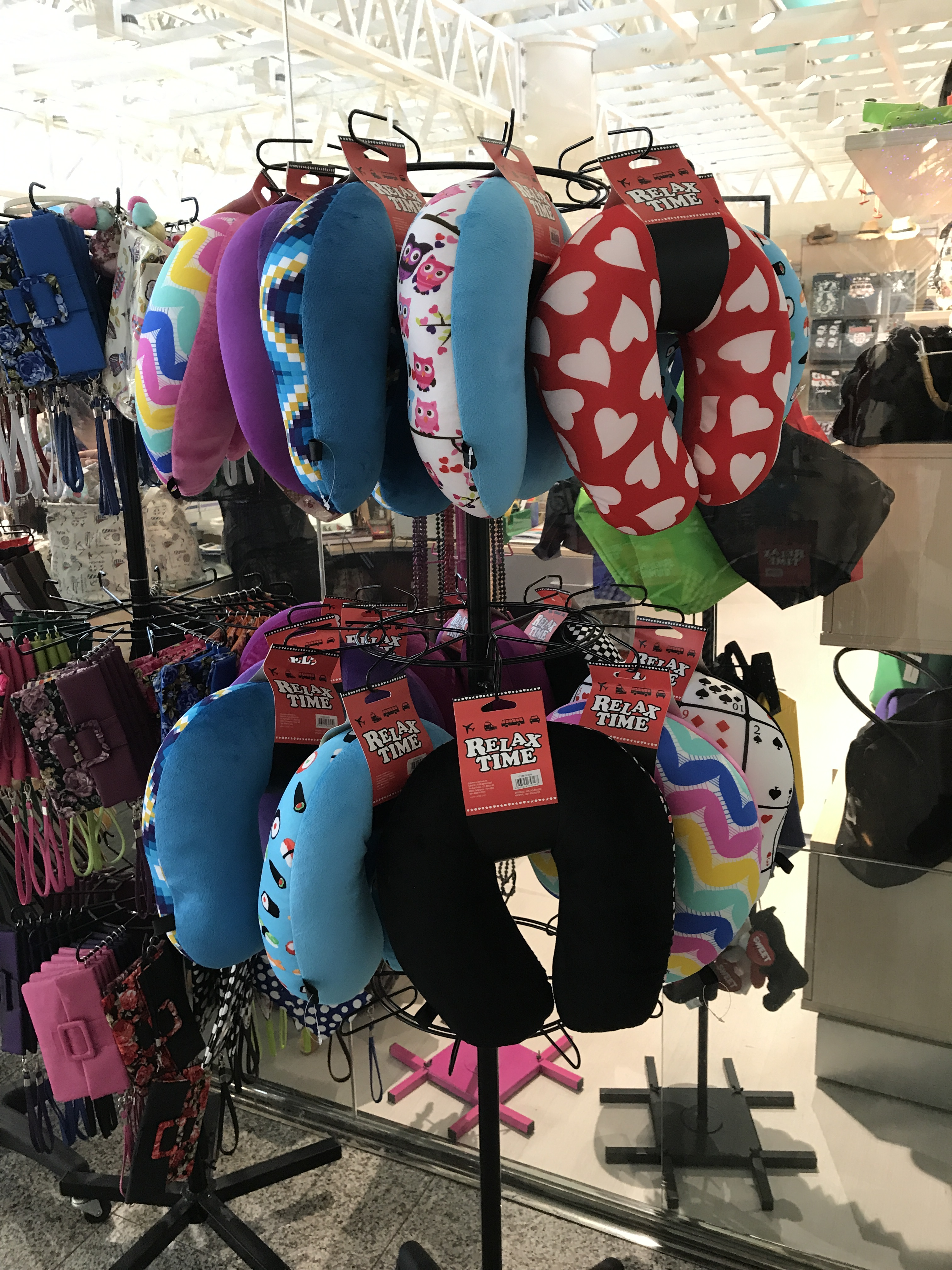
Шийні подушки

- Шийні подушки — призначені для підтримування шию на належному рівні зі спиною, та надають заглиблення для голови для її кращого відпочинку під час сну.
- Подушки для подорожей — забезпечують підтримку для голови та шиї людини під час сидіння. Їхня підковоподібна форма щільно облягає шию людини ззаду.
- Пончикоподібні подушки — подушки у формі тора, із простором посередині для запобігання неприємному тиску на куприк під час сидіння. Такі подушки використовують в першу чергу люди з ушкодженнями куприка, а також люди, у яких геморой та інші подібні нездужання.
- Поперекові подушки — розроблені для підтримки кривої лінії нижньої частини спини, вони заповнюють простір між низом спини та низом спинки стільця під час сидіння. Такі подушки зазвичай використовують водії або люди, що багато часу проводять на стільцях й у кріслах, наприклад офісні працівники.

### Декоративні
Декоративні подушки мають дві цілі. Зазвичай вони мають приємне покриття та слугують для прикрашення інтер'єру. Також вони можуть бути предметом комфорту, як і звичайні подушки.

## Цікаві факти
- Бій подушками є популярною грою та розвагою дорослих і дітей.
- Подушки для вагітних зроблені не тільки для вагітних.

## Інше
- Повітряна подушка
- Киснева подушка
- «Подушками» колись називали мурашині кокони[1].

## Покликання
- Подушка // Українська мала енциклопедія : 16 кн. : у 8 т. / проф. Є. Онацький. — Накладом Адміністратури УАПЦ в Аргентині. — Буенос-Айрес, 1963. — Т. 6, кн. XI : Літери Пере — По. — С. 1410. — 1000 екз.